# Жювизи-сюр-Орж
Жювизи́-сюр-Орж (фр. Juvisy-sur-Orge) — коммуна и город в северной Франции, на территории округа Палезо департамента Эссон региона Иль-де-Франс, в непосредственной близости от французской столицы.

## География
Коммуна Жювизи-сюр-Орж находится в 18 километрах южнее Парижа в плотно заселённой территории парижской метрополии. Город расположен на реке Орж, восточную границу коммуны образует Сена.
Геологически район Жювизи-сюр-Орж лежит в парижском бассейне, сложенном в основном из известковых пород. Климат здесь морской, с прохладными зимами и мягким летом.

## История
Первое упоминание о поселении на месте нынешнего Жювизи находится в комментариях к «Запискам о Галльской войне» Юлия Цезаря, под 52 годом до н. э. и под именем Метиоседиум (Metiosedium). В XII столетии бенедиктинские монахи осушают местные болота и основывают тут монастырь. В 1302 году монастырь переходит под управление бенедиктинцев собора Нотр-Дам-де-Шамп (Notre-Dames-de-Champs). Так как через этот район проходит дорога из Парижа на Фонтенбло, ею часто пользовались французские короли, останавливавшиеся в Жювизи для отдыха. Вследствие этого в поселении строится небольшая резиденция монархов. В 1630 году её приобретает известный оккультист и придворный Антуан Россиньоль и перестраивает её в замок. Здесь Россиньоля неоднократно посещает король Людовик  XIII. В 1647 году вокруг здания, по просьбе Людовика XIV, был разбит парк с выходом к Сене. В 1730 году королевский домик был переоборудован под почтовую станцию. В 1807 году постройки и парк приобретает граф де Монтесси. В 1840 году в Жювизи открывается железнодорожный вокзал. В 1900 году коммуна приобретает находящийся на её территории замок. В 1909 году здесь строится небольшой аэродром.
18 апреля 1944 года городок в результате налёта союзной авиации был полностью разрушен. В послевоенное время восстановлен, и затем поглощён расширяющейся парижской метрополией. В 1968 году в Жювизи был построен мост через Сену.
Именем Жювизи назван один из астероидов — (605) Ювизия.

## Транспорт
Кроме региональных поездов Иль-де-Франс (линии C и DE от RER), через вокзал Жювизи проходят поезда из Тулузы через Орлеан на Париж (линии TGV). К 2021 году планируется соединение Жювизи с центром Парижа линией 7 парижского метро. Приблизительно в 4 километрах к северу от Жювизи расположен парижский аэропорт Орли.

## Города-побратимы
- Тале, Германия
- Тиллабери, Нигер

## Известные персоналии
- Антуан Россиньоль (1600—1682), криптолог
- Камиль Фламмарион (1842—1925), астроном и писатель
- Раймон Кено (1903—1976), писатель
- Пьер Дерво (1917—1992), дирижёр
- Жан-Жак Анно (* 1943), кинорежиссёр
- Кристоф (* 1945), певец, музыкант и композитор|
- Эмманюэль Мари Шарпантье (* 1968), биохимик и микробиолог
- Александр Према (* 1982), автогонщик
- Ладжи Дукуре (* 1983), спортсмен, чемпион мира в беге
- Амеди Кулибали (1982—2015) — исламский террорист.